# Presse de langue italienne
Cette page présente la presse écrite de langue italienne dans le monde.

## Allemagne
- Contrasto

## Canada
- Corriere Canadese

## Croatie
- La Voce del Popolo[1]

## États-Unis d'Amérique
- America Oggi[2]

## Italie
- L'Avvenire
- Il Corriere della Sera
- Il Corriere del Sud
- Il Diario della Settimana
- L'espresso
- Il Foglio
- La Gazzetta dello Sport
- Il Gazzettino
- Il Giornale
- Internazionale
- Italia Oggi
- Liberazione
- Il Messaggero
- Il Manifesto
- Milano Finanza
- Il Mondo
- Il Sole 24 Ore
- La Repubblica
- La Stampa
- L'Unità
- Panorama (magazine italien)

## Suisse (Tessin)
- Corriere del Ticino
- Giornale del Popolo
- LaRegione Ticino
- LaNotizia

## Saint-Marin
- La Voce

## Vatican
- L'Osservatore Romano